# Castra Misenatium
De Castra Misenatium was de castrum (kazerne) van het detachement van de mariniers van de Classis Misenensis in het oude Rome.
De Classis Misenensis was de Romeinse westelijke vloot gelegerd in Misenum. De mariniers waren naar Rome gehaald vanwege hun kennis van zeilen. Ze werden daarom ingezet bij het hijsen van de grote zeilen die over het Colosseum en de theaters werden gespannen, om de toeschouwers tegen de felle middagzon te beschermen.
Naast deze taak konden de mariniers in geval van nood ook worden ingezet voor politietaken.
De Castra Misenatium wordt in een vierde-eeuwse stadsgids vermeld in het derde district, waar ook het Colosseum stond. Het is dan ook logisch dat de castrum dicht in de buurt van het amfitheater stond. Het stond ook afgebeeld op een bekend, maar verloren gegaan fragment van de Forma Urbis Romae. Vermoedelijk stond het gebouw ten oosten van de Ludus Magnus en Ludus Dacicus.